# Куна-де-Мадуґанді
Куна-де-Мадуґанді (ісп. Comarca Kuna de Madugandí) - автономне управління народа куна на сході Панами, субпровінціальна комарка провінції Панама. Адміністративний центр - Акуа-Яла (Akua Yala). Згідно з переписом 2010 року в Куна-де-Мадуґанді проживають 4271 чоловік. Територія цього управління становить 2 318,8 км². Створена в 1996 році зі східної частини провінції Панама.